# Agapema galbina
Agapema galbina är en fjärilsart som beskrevs av James Brackenridge Clemens 1860. Agapema galbina ingår i släktet Agapema och familjen påfågelsspinnare. Inga underarter finns listade i Catalogue of Life.